# 王濤 (乾隆舉人)
王濤（？年—？年），資州內江縣人，清朝政治人物。

## 生平
由乾隆二十五年庚辰恩科舉人，乾隆五十年署四川順慶府岳池縣訓導。